# Stadthistorisches Museum Mainz
Das Stadthistorische Museum Mainz widmet sich der über 2000-jährigen Stadtgeschichte von Mainz. Das Museum wurde im Jahr 2000 gegründet und wird vom 1996 gegründeten Förderverein „Stadthistorisches Museum Mainz“ e. V. getragen, der von der Stadt Mainz unterstützt wird. Die Räumlichkeiten des Museums befinden sich seit 2003 auf der Mainzer Zitadelle und in direkter Nachbarschaft zum Drususstein (Bau D). Es widmet sich in Form von Sonder- und Dauerausstellungen sowie Vorträgen, Lesungen und Führungen den Themen des historischen Mainz.

## Dauerausstellung
Vier Dauerausstellungen beschäftigen sich mit den Themen Wirtschaft- und Arbeitsleben im 19. und 20. Jahrhundert, dem jüdischen Mainz-, Mainzer Kinderwelten und einer Übersicht über die 2000-jährige Mainzer Stadtgeschichte.

### Kinderwelten
Die kleinste Ausstellung des Museums wirft einen Blick in Mainzer Kinderzimmer zu früherer Zeit. Historisches Spielzeug, vor allem aus dem 20. Jahrhundert, wird ausgestellt. Das zentrale Objekt der Ausstellung ist ein vollständiges Hausmarionettentheater von Hans Kohl und Walter Oberholzer aus dem Jahr 1925.

### Mainz von den Anfängen bis zur Gegenwart
Der verbindende Flur zwischen Dauer- und Sonderausstellungsbereich informiert seit 2005 über die Geschichte der Stadt Mainz. Unter maximaler Ausnutzung der zur Verfügung stehenden wenigen Quadratmeter wurde eine „Zeitreise durch die Stadtgeschichte“ entwickelt, die, beginnend mit den frühesten Besiedlungsspuren bis zum Ende des 20. Jahrhunderts, alle wichtigen Epochen mit Blick auf die Stadt Mainz Revue passieren lässt.

### Magenza – 1000 Jahre jüdisches Mainz
Mainz hat eine lange und bedeutsame jüdische Tradition und ist unter dem Namen Magenza eine der drei SchUM-Städte. Die Ausstellung beleuchtet diese Geschichte in fünf Zeitabschnitten:
- Das jüdische Mainz im Mittelalter (beginnend im 10. Jahrhundert)
- Das jüdische Mainz in der frühen Neuzeit (1500–1792)
- Emanzipation und Gleichstellung (1792–1933)
- Verfolgung und Vernichtung (1933–1945)
- Neubeginn und Aussöhnung – die Jahre 1945 bis 2000

Für englischsprachige Museumsgäste existiert eine Übersetzung dieser Ausstellung als Handzettel.

### Wirtschafts- und Arbeitsleben in Mainz im 19. und 20. Jahrhundert
Der größte Teil der Dauerausstellung widmet sich dem Wirtschafts- und Arbeitsleben in Mainz mit Fokus auf das 19. und 20. Jahrhundert. Es werden Erzeugnisse aus wichtigen Zweigen der Mainzer Wirtschaft gezeigt. Hierzu zählen insbesondere die Möbelindustrie, die metallverarbeitende Industrie sowie die Brauereien und Wein- und Sektkellereien. Darüber hinaus werden die Arbeits- und Lebensbedingungen der Menschen in Mainz durch eine historisch eingerichtete Küche und ein historisches Wohnzimmer präsentiert.

## Sonderausstellungen (Auswahl)
Sonderausstellungen ergänzen im Jahresrhythmus das museale Angebot des Stadthistorischen Museums. Sie widmen sich meistens speziellen Themen der Stadtgeschichte wie der Schellackproduktion in Mainz im 19. und 20. Jahrhundert (hier hatte Mainz in der Produktion von Schellack führende Rolle), Mainzer Biedermeiermöbel oder der Geschichte des Bierbrauens in Mainz. Zu den Sonderausstellungen werden in der Regel auch Publikationen und Ausstellungskataloge erstellt, die im Buchhandel erhältlich sind. Seit 2020 publiziert das Museum darüber hinaus auf seiner Webseite ausgewählte frühere Sonderausstellungen digital.
Eine Auswahl:
- Der Wilde Westen am Rhein – Buffalo Bill in Mainz 1891 (16. Mai 2010 – 31. Oktober 2010)
- 150 Jahre Schellack (5. Juni – 15. April 2012)
- Frisch vom Fass – Geschichte des Bierbrauens in Mainz (15. Juni 2012 – 14. April 2013)
- Es ist bald wieder gut ...? Mainz 1945–1962 (22. März 2015 – 17. Juli 2016)
- Mainz und der Wein. Die Geschichte einer engen Beziehung (10. September 2016 – 10. September 2017)
- Ballone – Luftschiffe – Flugmaschinen. Die Geschichte der Luftfahrt in Mainz bis 1914 (18. August 2019 – Sommer 2020)

## Publikationen
In der „Schriftenreihe des Stadthistorischen Museums Mainz“ werden regelmäßig Kataloge zu Sonderausstellungen veröffentlicht. Darüber hinaus erscheinen in jüngster Zeit Sonder-Bildbände mit historischen Ansichten der Stadt Mainz.

## Organisation
Der Trägerverein kooperiert außer mit der Stadt Mainz und dem Land Rheinland-Pfalz noch mit zahlreichen weiteren Partnern in Mainz, insbesondere dem „Verein für Sozialgeschichte“, der „Initiative Zitadelle Mainz“ und dem Institut für Geschichtliche Landeskunde.
Der Unterhalt des Museums wird im Personalbereich ehrenamtlich von dem Trägerverein abgedeckt. Die Stadt Mainz stellt die Räumlichkeiten zur Verfügung und unterstützt mit punktueller finanzieller Unterstützung die Sonderausstellungen. Alle weiteren Kosten trägt der Verein durch eigene Mitteleinwerbung. Um die Existenz des Museums für die Zukunft zu sichern, wurde von 30 Stifterinnen und Stiftern im Jahr 2013 die gemeinnützige „Stiftung Stadthistorisches Museum Mainz“ errichtet. Die Stiftung soll langfristig, über viele Generationen hinweg, durch Zustiftungen genug Vermögensstock aufbauen, um die Museumsarbeit wirksam zu unterstützen.